# Апричена
Апричѐна (на италиански: Apricena, на местен диалект L'Aprucinë, Л'Апручинъ) е град и община в Южна Италия, провинция Фоджа, регион Пулия. Разположен е на 72 m надморска височина. Населението на общината е 13 435 души (към 2010 г.).